# Epatectomia
Per epatectomia (ICD9 proc. 50.4) si intende la resezione chirurgica segmentale del fegato.
La tecnica di Lortat-Jacob prevede il controllo emostatico della cava inferiore sovra e sottoepatica prima della dissezione della vena sovraepatica destra.
Questa tecnica ha due vantaggi:il controllo vascolare all'ilo permette la visualizzazione della linea di transezione epatica tramite la demarcazione ischemica che si riscontra sulla superficie del parenchima epatico, una volta legate le strutture vascolari principali tributarie ai segmenti da resecare; inoltre, permette una riduzione delle perdite ematiche durante la transezione del parenchima.
Gli svantaggi sono rappresentati dal pericolo di una lesione della vena sovraepatica e dalla possibile presenza di una variante anatomica delle strutture vascolari all'ilo che porterebbe alla devitalizzazione di segmenti epatici da mantenere.

## Indicazioni
Viene utilizzata in caso di presenze di masse tumorali, parassitosi e in caso di forti traumi che hanno causato un danno notevole all'individuo.